# Eric Massa

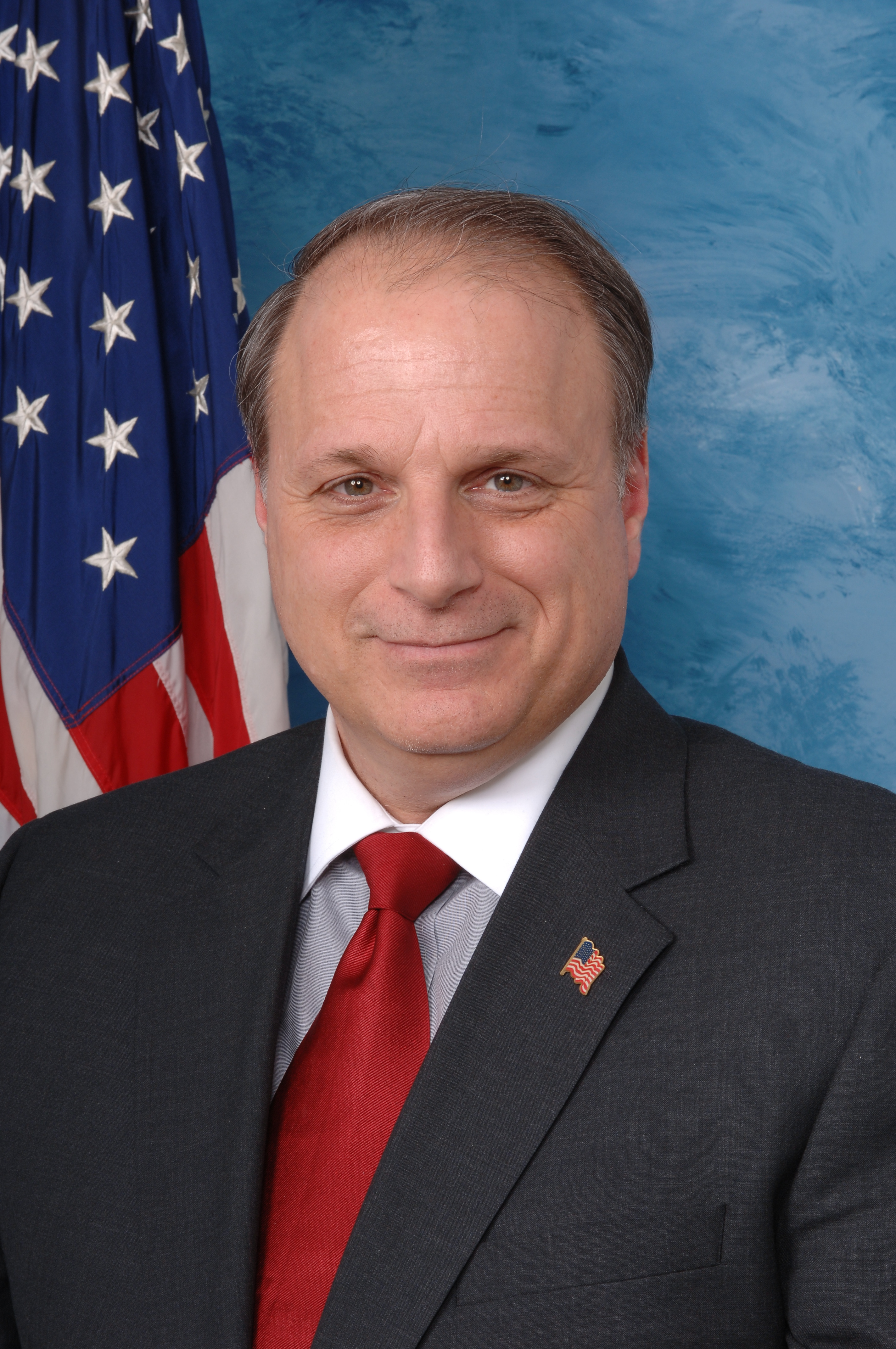
Eric Massa

Eric J.J. Massa, född 16 september 1959 i Charleston, South Carolina, är en amerikansk politiker. Han representerade delstaten New Yorks 29:e distrikt i USA:s representanthus från år 2009 till 2010.
Massa utexaminerades 1981 från United States Naval Academy i Annapolis. Han tjänstgjorde i USA:s flotta 1981-2001. Han var sedan verksam som affärsman. Han bytte parti från republikanerna till demokraterna. Motståndet till Irakkriget påverkade Massas beslut att byta parti. Han stödde Wesley Clark i demokraternas primärval inför presidentvalet i USA 2004.
Massa utmanade sittande kongressledamoten Randy Kuhl i kongressvalet i USA 2006. Kuhl vann med 51,5% av rösterna mot 48,5% för Massa. Två år senare vann Massa mycket knappt, med 51% av rösterna mot 49% för Kuhl. Han efterträdde Kuhl som kongressledamot i januari 2009.